# 井出宣時
井出 宣時（いで のぶとき、1886年（明治19年）11月9日 - 1958年（昭和33年）7月13日）は、日本の陸軍軍人。最終階級は陸軍中将。旧姓・前田。

## 経歴
愛知県出身。前田徳次郎の二男として生まれ、井出治陸軍主計中将の養子となる。攻玉社中学校（現攻玉社中学校・高等学校）を経て、1909年（明治42年）5月、陸軍士官学校（21期）を優等で卒業。同年12月、陸軍歩兵少尉に任官し歩兵第6連隊付となる。1917年（大正6年）11月、陸軍大学校（29期）を首席で卒業した。
1918年（大正7年）7月、参謀本部勤務となり、参謀本部員、イギリス駐在などを経て、1924年（大正13年）8月、歩兵少佐に進級し宇垣一成陸軍大臣秘書官となる。1928年（昭和3年）8月、歩兵中佐に進級。歩兵第80連隊付、陸軍省軍務局課員、陸大教官を務め、1932年（昭和7年）8月、歩兵大佐に進級。1933年（昭和8年）8月、歩兵第3連隊長に就任し、二・二六事件に部下から多くの者が加わった。
1935年（昭和10年）12月、参謀本部課長に転じ、関東軍司令部付（満州国軍軍事顧問）を経て、1937年（昭和12年）3月、陸軍少将に進級して歩兵第18旅団長に発令され日中戦争に出征。南京攻略戦、徐州会戦などに参加。1938年（昭和13年）7月、第10師団司令部付となり、1939年（昭和14年）8月、陸軍中将に進級して旅順要塞司令官に就任。1940年（昭和15年）8月、予備役に編入された。
1947年（昭和22年）11月28日、公職追放仮指定を受けた。

## 栄典
位階
- 1910年（明治43年）2月21日 - 正八位[7]
- 1913年（大正2年）4月21日 - 従七位[8]
- 1918年（大正7年）5月20日 - 正七位[9]
- 1923年（大正12年）7月31日 - 従六位[10]
- 1928年（昭和3年）9月1日 - 正六位[11]
- 1932年（昭和7年）9月1日 - 従五位[12]
- 1937年（昭和12年）5月1日 - 正五位[13]

勲章等
- 1909年（明治42年）5月27日 - 恩賜の銀時計[14]
- 1940年（昭和15年）8月15日 - 紀元二千六百年祝典記念章[15]

## 親族
- 二男 井出洋（陸軍少佐・陸将）[1]